# Frostpunk
Frostpunk este un joc de strategie și supraviețuire dezvoltat și publicat de 11 bit studios. Lansat pe 24 aprilie 2018 pentru Microsoft Windows, jocul a fost ulterior disponibil pe PlayStation 4 și Xbox One în octombrie 2019. Frostpunk este renumit pentru atmosfera sa întunecată, temele morale complexe și provocările intense de supraviețuire. Jocul combină elemente de strategie în timp real și construcția orașului într-o lume post-apocaliptică dominată de o iarnă eternă.

## Premisa Jocului
Acțiunea din Frostpunk are loc într-un univers alternativ în care un eveniment catastrofal a adus o nouă eră glaciară, punând în pericol supraviețuirea umanității. Jucătorul preia rolul liderului ultimului oraș de pe Pământ, cu misiunea de a construi și administra un refugiu pentru supraviețuitori. Inima orașului este un generator masiv de căldură care trebuie să fie întreținut pentru a preveni înghețul mortal.

## Mecanici de Joc

### Construcția și Gestionarea Orașului
Jucătorii trebuie să colecteze resurse, să construiască clădiri și să gestioneze nevoile cetățenilor. Principalele resurse sunt cărbunele, lemnul, oțelul și alimentele, fiecare având un rol esențial în funcționarea orașului:
- Cărbune: Folosit pentru a alimenta generatorul și alte clădiri de încălzire.
- Lemn: Material de bază pentru construcții.
- Oțel: Necesar pentru clădiri avansate și tehnologii.
- Alimente: Trebuie cultivate și gătite pentru a preveni foametea.

## Sistemul de Legi și Ordine
Jucătorii pot emite legi pentru a controla aspecte ale vieții cotidiene și ale muncii. Legile pot afecta moralul, eficiența și supraviețuirea cetățenilor. Exemple de legi includ:
- Munca copiilor: Permite sau interzice utilizarea copiilor în munca forțată.
- Rații alimentare: Definirea mărimii porțiilor de hrană pentru a conserva resursele.

## Tehnologie și Cercetare
Progresul tehnologic este crucial pentru supraviețuire pe termen lung. Jucătorii pot construi un atelier unde inginerii cercetează noi tehnologii și îmbunătățiri, cum ar fi:
- Încălzirea: Îmbunătățirea eficienței generatoarelor și a sistemelor de încălzire.
- Explorarea: Construirea de dirijabile pentru a descoperi noi surse de resurse și supraviețuitori.
- Automate: Roboți care pot prelua sarcini periculoase sau monotone, eliberând cetățenii pentru alte munci.

## Provocări Morale
Frostpunk este cunoscut pentru deciziile morale dificile pe care jucătorii trebuie să le ia. Fiecare alegere are consecințe și poate afecta supraviețuirea orașului:
- Sacrificii: În situații extreme, jucătorii pot fi nevoiți să ia decizii drastice, cum ar fi sacrificarea unor cetățeni pentru a salva majoritatea.
- Amenințări interne: Gestionarea nemulțumirilor și a revoltelor cetățenilor este esențială pentru menținerea ordinii și stabilității.

## Expansiuni și Conținut Adițional

### Expansiuni
11 bit studios a lansat mai multe pachete de expansiune și conținut descărcabil (DLC) pentru Frostpunk, aducând noi scenarii și provocări:
- The Rifts: Adaugă o nouă hartă și un nou mod de joc, introducând poduri care permit extinderea orașului peste hăuri adânci.
- The Last Autumn: Prezintă evenimentele premergătoare iernii veșnice, concentrându-se pe construcția primului generator.
- On the Edge: Continuă povestea principală, explorând provocările unui avanpost izolat după furtuna finală.

## Recepția Critică și Impactul Cultural
Frostpunk a fost apreciat pentru atmosfera sa captivantă, designul artistic și complexitatea mecanicilor de joc. Criticii au lăudat jocul pentru modul în care abordează teme precum sacrificiul, responsabilitatea și supraviețuirea într-o lume ostilă.
Jocul a fost nominalizat și a câștigat mai multe premii în industrie, devenind un titlu de referință în genul jocurilor de strategie și supraviețuire. A fost, de asemenea, folosit ca exemplu în discuțiile despre etica în jocuri video, datorită dilemelor morale pe care le prezintă jucătorilor.

## Moștenire
Frostpunk rămâne un joc influent și inovator, care îmbină perfect elementele de strategie și supraviețuire într-un cadru narativ profund și provocator. Abordarea sa unică asupra dificultăților și deciziilor morale îl face un joc memorabil, care continuă să fie relevant și apreciat în comunitatea gamingului.